# Улица Кирова (Владикавказ)
Улица Ки́рова (осет. Кировы уынг) — улица во Владикавказе, Северная Осетия, Россия. Расположена в трёх муниципальных округах Владикавказа: Затеречном, Иристонском и Промышленном, одна из самых  центральных, оживлённых улиц города. Проходит около Осетинского театра, планетария, филармонии, Горского аграрного университета, железнодорожного вокзала и централого рынка.

## География
Начинается от улицы Карла Маркса, пересекает реку Терек по Кировскому мосту и продолжается на восток до улицы Маркова.
На левом берегу Терека улица Кирова пересекается с улицей Ватаева. На этом берегу от улицы Кирова на север начинаются улицы Тогоева, Затеречная, Заречная и заканчивается улица Коцоева.
На правом берегу Терека улица Кирова пересекается с улицами Миллера, Революции, Маркуса, Тамаева, Ростовской и начинаются улицы Розы Люксембург, Августовских событий и Тимирязевский переулок. С южной стороны правобережной части улицы Кирова заканчиваются улицы Коцоева, Огнева, Баллаева, проспект Мира, улицы Ленина и Рамонова.

## История

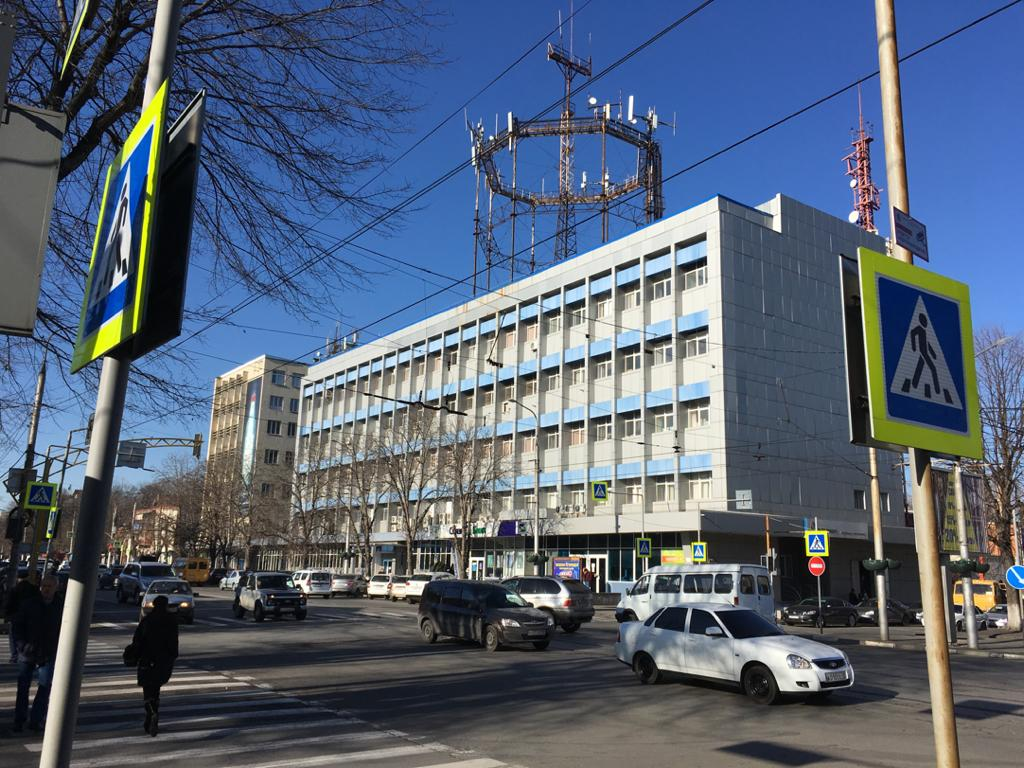
Здание Ростелекома

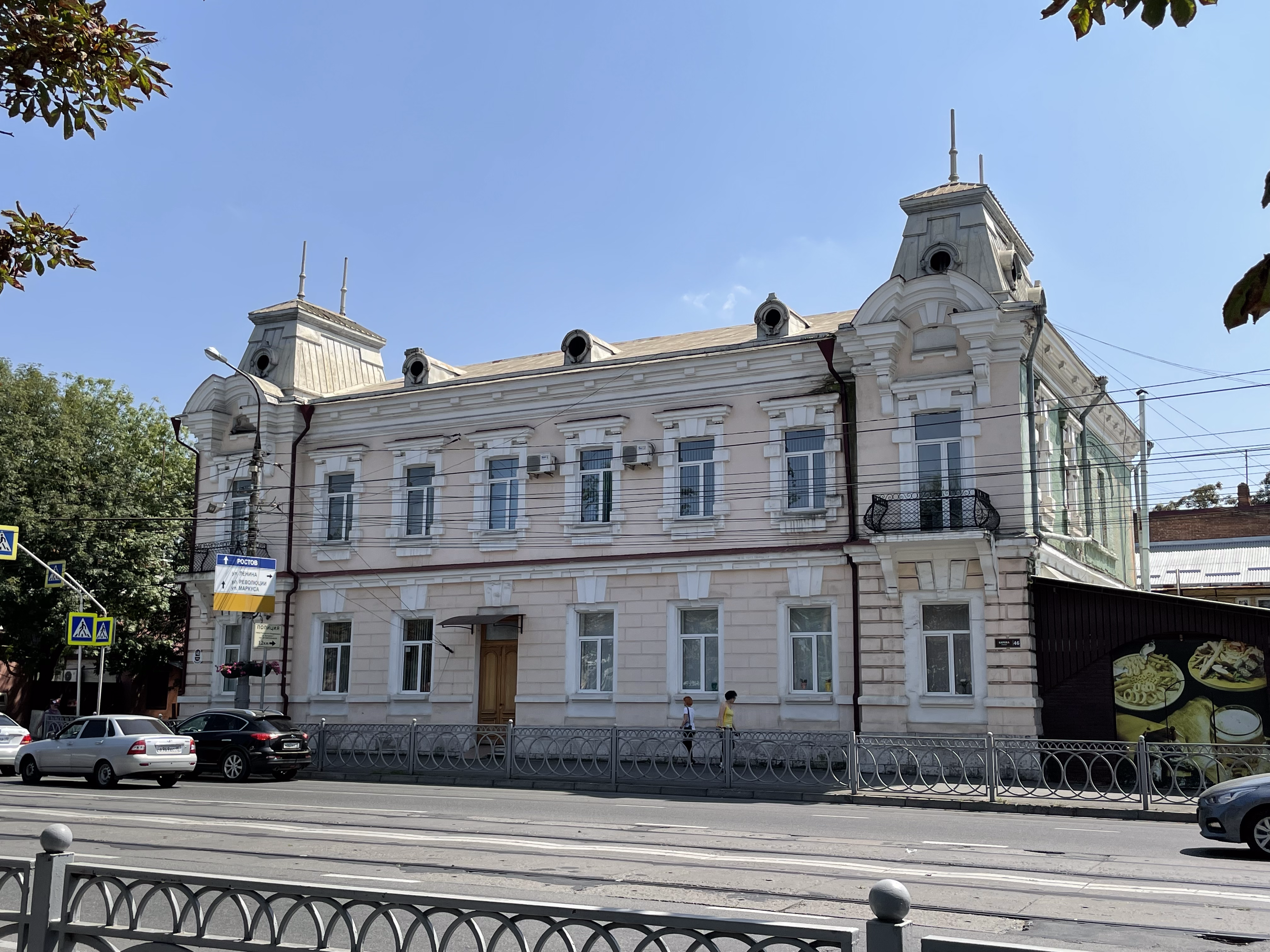
улица Ленина, 69 (71) / улица Кирова, 46 / Петровский переулок, 9

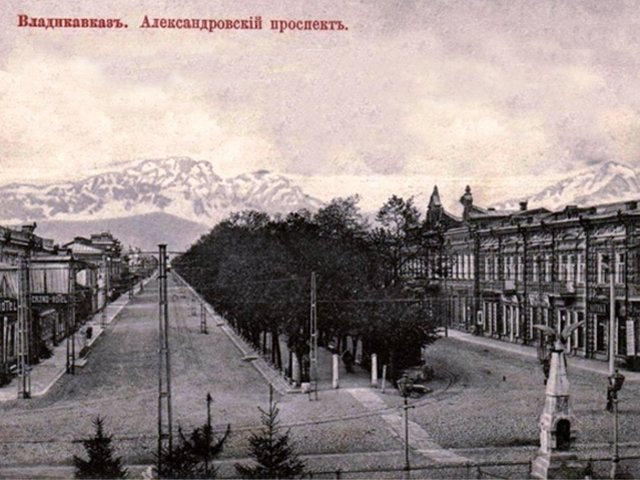
Перекрёсток Александровского проспекта и Московской улицы. В нижнем правом углу фотографии находится памятник Архипу Осипову и Николаю Лико

Улица названа в честь советского государственного и политического деятеля Сергея Мироновича Кирова.
Улица образовалась в середине XIX века и проходила от правого берега реки Терек на восток до железнодорожного вокзала. Отмечена на плане г. Владикавказа как Московская улица. Под этим же наименованием упоминается в «Перечне улиц, площадей и переулков» от 1911 и 1925 годов.
На территории современного Детского парка имени Жуковского находилась Александровская площадь, которая была названа по имени находившейся здесь же церкви Святого Александра Невского. В 1934 году этот храм был разрушен и на месте Александровской площади был обустроен современный парк.
5 января 1935 года постановлением Президиума Горсовета VII созыва (протокол № 1, § 1, п. 1) Московская улица была переименована в улицу имени С. М. Кирова: «Учитывая требования трудящихся города, секций и депутатских групп Горсовета, переименовать в ознаменование памяти т. Кирова улицу Московскую в ул. т. Кирова».
В 1940-х годах в створе улицы Кирова был построен новый мост через реку Терек. В связи с этим 29 июня 1952 года решением Исполкома Дзауджикауского Городского Совета депутатов трудящихся (протокол № 28, § 488, п. 2-б), к улице Кирова был присоединён Михайловский переулок, находящийся на левом берегу Терека: «Переулок Михайловский переименовать в ул. Кирова, каковой является началом ул. Кирова».
На месте, где сегодня находится бюст Иссы Плиева (около Горского университета) находился памятник бойцам царской армии рядовому Архипу Осипову и капитану Николаю Лико, погибшим во время Кавказской войны. За этим памятником находилось здание пехотной дивизии. В 70-е годы XX столетия Здание пехотной дивизии было снесено и на его месте был построен современный Горный университет.
На углу современных улиц Кирова и Миллера до 30-х годов XX столетия стоял Свято-Троицкий храм. После его разрушения на его месте был построен жилой дом для сотрудников НКВД, получивший неофициальное наименование «Дом чекистов».
В 70-е годы XX столетия на месте одноэтажных домов было построено здание современного Ростелекома.
В начале 80-х годов XX столетия около Горского университета был построен подземный переход.

## Значимые объекты
Объекты культурного наследия
- д. 2/ Карла Маркса, 68 — памятник истории. В этом доме жили Герой Советского Союза, генерал-лейтенант Виталий Андреевич Ульянов и Герой Советского Союза полковник Иван Иванович Маюров[13];
- д. 11 — памятник архитектуры[13];
- д. 14/ Огнева — памятник архитектуры[13]. Здание бывшей Шиитской (персидской) мечети. Построено в 1870-х годах. С 1963 года в здании устроен планетарий[14].
- д. 18 — памятник истории. В этом доме в 1959—1967 годах жила и умерла общественный деятель Фариза Александровна Цоколаева[13];
- д. 19 — памятник истории. Дом, в котором проживал участник борьбы за советскую власть Г. А. Зембатов[13];
- д. 20 — памятник архитектуры[13];
- д. 22 — памятник архитектуры[13];
- д. 24 — памятник архитектуры[13];
- д. 30/ Миллера 25/ Баллаева 30 — памятник архитектуры. Бывшее Лорис-Меликовское ремесленное училище.
- д. 31 — памятник истории. Здание бывшего «Дома призрения для престарелых, больных и увечных». Построено в 1883 году. Здание принадлежало Училищу Свято-Троицкого братства[13].
- д. 37 — Мемориальный комплекс в честь Победы в Великой Отечественной войне и памяти погибших 66-ти преподавателей и студентов ГГАУ (на территории Горского аграрного университета). Около главного входа в университет находится Бюст дважды Героя Советского Союза И. А. Плиева[13].
- д. 40 — памятник истории. Дом, где в 1920—1940 годах жил врач, один из организаторов курортного дела в Северной Осетии Константин Соломонович (Амурхан Цариевич) Гарданов и в 1920—1925 годах — ученый-кавказовед Валентин Константинович (Батрадз Амурханович) Гарданов[13];
- д. 41/ Революции, 72 — памятник истории. Дом, где в 1918—1919 годах жил революционер и командир Красной Армии Александр Алексеевич Гегечкори[13];
- д. 50/ Революции, 61 — памятник архитектуры. В этом здании размещались редакция и типография газет «Казбек» (1896—1906), затем — «Терек», в которой с 1909 года трудился репортёром, литературным сотрудником и редактором С. М. Киров[13]. В настоящее время — Музей города Владикавказа.
- д. 54 — памятник архитектуры. Особняк[13];
- д. 57 — памятник истории. Дом, в котором проживал участник борьбы за советскую власть И. Т. Собиев[13].
- д. 58 — памятник архитектуры. В этом здании в разные годы находились Ольгинская девичья школа, епархиальное девичье училище и штаб Терского казачьего войска[15].
- д. 60 — памятник архитектуры[15].
- д. 62 — памятник архитектуры. Бывший дом Евлампии Гладковой. В этом здании в 1894—1905 годах жил социал-демократ, географ Дмитрий (Тембол) Дзагуров, в квартире которого в 1905 г. находилась подпольная гектографная типография Владикавказского городского комитета РСДРП[15];
- д. 66/ Рамонова, 17 — памятник архитектуры. Здание бывшей гостиницы «Нью-Йорк», первое трёхэтажное здание во Владикавказе. Построено в 1870-х годах. Здесь с 1885 года размещалось «Русско-американское торгово-пароходное общество»; в 1917 г. — «Общество горской молодежи», организатором и руководителем которого был Георгий Александрович Цаголов[15].
- д. 68 — памятник архитектуры[15].

Учреждения
- 37 — Горский государственный аграрный университет.
- 47 — Телефонно-телеграфный узел связи[16].
- 48 — Музей истории Владикавказа.
- 56 — Родильный дом № 2[17].
- Стоматологическая поликлиника. Бывшее здание «Русско-американского торгового пароходного общества»[18].

другие здания
- 30 — в этом доме с 1950 по 1964 год проживал осетинский поэт Дмитрий Кусов[20].
- Бывший дом Скоритовской
- Бывший дом Дуве
- Бывший дом Кожевникова
- Бывший дом Виноградова
- Здание бывшего Азово-Донского банка
- «Дом чекистов»
- Бывший дом Грушевского

Памятники
- Бюст дважды Героя Советского Союза И. А. Плиева перед зданием Аграрного университета. Авторы: скульптор С. Д. Тавасиев, архитектор И. Г. Гайнутдинов. Установлен и торжественно открыт 23 февраля 1951 года. Является памятником истории, объектом культурного наследия.
- Памятник С. М. Кирову. Установлен возле детского парка имени Жуковского. Объект культурного наследия[21].
- «Пушкин на Кавказе» — скульптурная композиция работы В. Б. Соскиева. Выполнена в жанре городской скульптуры. Установлена в марте 2014 года на перекрёстке улиц Кирова и Миллера[22].

Утраченные памятники
- Памятник Архипу Осипову располагался на месте современного бюста И. А. Плиева около входа в главный корпус Горского аграрного университета.

Парки и скверы
- Детский парк имени Жуковского. Является памятником природы Северной Осетии.
- Сквер с фонтаном (угол улиц Кирова и Маркуса). На этом месте ранее располагался одноэтажный особняк, в котором до 70-х годов XX столетия находился детский сад[12].

## Транспорт
Улица Кирова — одна из крупных транспортных магистралей города, которая соединяет заречную часть города с центром и железнодорожным вокзалом.
По улице Кирова от проспекта Мира до улицы Маркова с 1904 года проходит трамвайная линия.
С 1977 по 2010 год по улице проходила линия троллейбуса.